# Joaquín Esteban Perruca
Joaquín Esteban Perruca (Navalcarnero, Madrid, 17 de junio de 1926 - Madrid, 9 de noviembre de 1989) fue un periodista y traductor español. Director de la agencia de noticias Europa Press (1957-1960).

## Biografía
Nació en la población madrileña de Navalcarnero en 1926. Siendo estudiante de primer curso de Derecho en la Universidad de Madrid, solicitó la admisión en el Opus Dei el 17 de marzo de 1945. En 1956 obtuvo el título de periodista en la Escuela Oficial de Periodismo. Ángel Benito le nombró director de la agencia de noticias Europa Press (1957-1960).
En 1959 trabajó en los servicios de Prensa de la Jefatura Provincial de Tráfico, y poco después comenzó su andadura como redactor en Televisión Española, siendo también subdirector general del NO-DO.
Pasó sus últimos años traduciendo libros.
Fallecido en Madrid. Sus restos descansan en el cementerio de Navalcarnero, la localidad en la que había nacido 63 años antes.